# Katarské kolo
Katarské kolo (též Kolo z Dohá nebo Rozvojová agenda z Dohá) je aktuální kolo vyjednávání ve Světové obchodní organizaci (WTO), zahájeno ministerskou konferencí v listopadu 2001 v katarském Dohá. Za hlavní cíl si klade odstranění obchodních bariér tak, aby došlo k usnadnění rostoucího světového obchodu a zlepšení pozice rozvojových zemí v něm. Body jednání kola z Dohá zahrnují problematiku zemědělství, služeb, duševního vlastnictví, pravidel obchodu, usnadňování obchodu a další.
Přestože kolo z Dohá mělo být původně ukončeno již v roce 2005, kvůli neschopnosti shodnout se na většině základních bodů agendy jednání stále pokračují.

## Pozadí

### Před Katarským kolem
Katarskému kolu vyjednávání předcházelo Uruguayské kolo (1989–1994), v jehož rámci byla přijata tzv. Marrákešská dohoda, díky níž byla založena Světová obchodní organizace. První ministerská konference po založení WTO se konala v Singapuru (1996). Zde byly některými rozvinutými státy navrženy čtyři body (též známy jako Singapurské otázky), které se mohly v budoucnu stát tématy k projednávání ve WTO: obchod a investice, obchod a politika hospodářské soutěže, transparentnost při zadávání veřejných zakázek a usnadnění obchodu. Nicméně proti těmto požadavkům se zdvihla vlna nevole ze strany rozvojových zemí. Byly proto ustaveny pracovní skupiny, které měly za úkol zjistit, zda tyto body mohou být předmětem dalšího jednání.
Zahájení nového kola vyjednávání bylo původně naplánováno na ministerskou konferenci v americkém Seattlu (1999). Samotné jednání ovšem bylo zastíněno masivními antiglobalizačními protesty. Dne 30. listopadu, kdy měla konference začít, vyšlo do ulic Seattlu dle odhadů 40-50 tisíc demonstrantů (mezi nimi především anarchisté, odborové svazy, studenti, ekologičtí aktivisté nebo členové nevládních organizací a náboženských skupin), kteří nesouhlasili s cíli prosazovanými WTO a považovali ji za nedemokratickou instituci. Protestující zablokovali některé ulice a budovy, takže znemožňovali průběh konference. Během dopoledne proti nim za použití pepřových sprejů a slzných plynů zasáhla policie, což vyvolalo další nepokoje. Celá tato událost vešla do historie jako tzv. „bitva o Seattle“.
Konference, zastíněná protesty v ulicích, nakonec skončila krachem především kvůli sporům mezi rozvinutými a rozvojovými zeměmi, které byly toho názoru, že nejsou dostatečně zapojovány do důležitých plurilaterálních jednání a že jsou především prosazovány zájmy bohatších států.
Další kolo jednání tak bylo zahájeno až v roce 2001 na 4. ministerské konferenci WTO v katarském Dohá.

### Systém jednání ve WTO
Hlavním orgánem, který přijímá všechna důležitá usnesení, jsou ministerské konference. Ty se dle Marrákešské dohody mají konat nejméně jednou za dva roky.
Na nich, ale i všeobecně ve WTO, musí být všechna důležitá usnesení přijata na základě konsenzu, což má zaručit všeobecnou shodu na přijímaných rozhodnutích a ochránit tak zájmy méně rozvinutých států, omezením politických a ekonomických vlivů. Handicapem konsenzuálního systému ovšem je, že se často nepodaří všeobecné shody vůbec dosáhnout. Jednání ve WTO mnohdy trvají velmi dlouho nebo stagnují úplně. Důkazem toho je Katarské kolo, kde vyjednávání od roku 2001 nebylo doposud ukončeno a drtivá většina bodů agendy stále nebyla vyřešena.

## Agenda Kola

### Zemědělství
Jednání o zemědělství začala již v roce 2000 a stala se součástí agendy kola z Dohá v roce 2001. Obecně je cílem zlepšit a zefektivnit fungování obchodu se zemědělskými produkty, zejména pak snížit narušení hospodářského obchodu v důsledku vysokých cel, vývozních subvencí a některých druhů domácí podpory. Je také kladen důraz na význam zemědělství pro rozvojové země - především s ohledem na odstraňování chudoby a zajištění potravinové bezpečnosti v těchto státech.
Už od konference v Dohá se ukázalo, že jednání o zemědělství je problematické. Nesouhlas s aspekty agendy se objevil jak u Spojených států, tak i Evropské unie a jednotlivých rozvojových zemí, které nebyly ochotné podpořit konkrétní závazky na vývozní subvence a domácí podporu. Přes vynaložené úsilí na ministerské schůzce v Cancúnu v roce 2003 se nepodařilo vyřešit zmíněné problémy. Situace byla dočasně zachráněna v červnu 2004 na zasedání Generální rady, kde byl dohodnut rámec vyjednávacích metod. Tento proces pokračoval na další ministerské schůzce v prosinci roku 2005 v Hongkongu, kde byl dohodnut časový rámec duben-červenec 2006 pro vyřešení metod a odstranění vývozních subvencí do roku 2013.
Po uplynutí termínů ale nedošlo k žádnému vývoji, protože jednotlivé strany se nebyly schopny dosáhnout konsenzu. Nicméně odborné debaty alespoň zúžily rámec neshod, ve kterých má dojít ke konkrétním závazkům.

### Průmysl
Členské země WTO snížily a omezily své celní sazby, snížení celních sazeb bylo větší, respektive hlubší u rozvinutých zemí a týkalo se především jejich vzájemných obchodních zájmů.
V Dohá se ministři dohodli, že zahájí další jednání o liberalizaci obchodu o průmyslových výrobcích. Za tímto účelem byla vytvořena na začátku roku 2002 vyjednávací skupina o přístupu na trh (Negotiating Group on Market Access - NGMA). Obecně mají jednání za cíl další snížení nebo odstranění cel včetně celních vrcholů, vysokých tarifů, zvyšování cel a netarifních překážek pro nezemědělské výrobky, zejména na produkty exportního významu pro rozvojové země.
Konkrétně se pak při jednáních rozvojové země zaměřují na snižování vrcholů a eskalaci tarifů ve vyspělých zemích, které brzdí jejich export (např. textilu, oděvů či kožených výrobků), zatímco rozvinuté země pak usilují o větší přístup na trh v dynamicky rozvíjejících se ekonomikách jako je Čína, Indie a Brazílie. Generální rada v červenci a srpnu 2004 přijala rámec jednání. Na ministerské schůzce v Hongkongu v prosinci 2005 pak bylo dohodnuto, že vyjednávací metody budou dokončeny do 30. června 2006 a že ke snížení sazeb dojde dle modelu používaného ve Švýcarsku. Nicméně nebyl učiněn žádný další pokrok. Taktéž neexistuje dohoda o koeficientech, které by mohly být použity ke snížení sazeb rozvinutými a rozvojovými zeměmi.

### Služby
Všeobecná dohoda o obchodu se službami (GATS) nařizuje vládám členských států WTO, aby postupně liberalizovaly obchod se službami. Na Ministerské konferenci v Dohá se staly jednání o službách součástí jedné agendy. Cílem je zlepšit přístup členských zemí WTO na trh a posílit pravidla, kdy má mít každá vláda právo se rozhodnout, které konkrétní odvětví a v jakém rozsahu chce otevřít zahraničním společnostem. Má taktéž možnost omezit jakékoliv zahraniční vlastnictví.

### Usnadnění obchodu
Usnadnění obchodu má za cíl zlepšit efektivitu mezinárodního obchodu například zjednodušováním celních postupů a usnadnění pohybu, uvolněním a odbavením zboží, včetně zboží v tranzitu. Jednání jsou také zaměřena na posílení technické pomoci a podporu pro vybudování kapacit v této oblasti, stejně jako jsou zaměřena na rozvoj účinné spolupráce mezi celními orgány či jinými příslušnými orgány o usnadnění obchodu a dodržování celních předpisů.
To vše je důležitým doplňkem k celkovému jednání, neboť by to jednak mělo snížit byrokracii a korupci v celním řízení, a jednak by to mělo urychlit obchod, stejně jako by ho to mělo udělat levnějším.
Konsenzu v této oblasti bylo dosaženo na Ministerské konferenci na Bali v prosinci 2013.

### Ostatní agenda
Mezi další agendu patří jednání o životním prostředí (hlavním cílem je posílit vzájemnou podporu obchodu a politiky v oblasti životního prostředí), jednání o zeměpisném označení: mnohostranný rejstřík vín a lihovin (jedná se o jediný problém duševního vlastnictví, který je součástí jednání kola z Doha - cílem je usnadnit ochranu vín a lihovin zemí účastnících se jednání), jednání o řešení sporů (cílem je zlepšit a vyjasnit si ujednání o řešení sporů, dohoda WTO zabývající se právními spory).

## Průběh jednání

### Dohá, 2001
Čtvrtá ministerská konference WTO se konala v katarském Dohá od 9. do 14. listopadu 2001. Zde i přes předchozí rozpory bylo zahájeno nové kolo vyjednávání. Rozvinuté země slíbily zavést taková opatření, aby byl usnadněn ekonomický rozvoj rozvojových zemí - proto se také tomuto kolu vyjednávání někdy říká „rozvojové kolo“.
V rámci konference v Dohá byla schválena ministerská deklarace, která určovala agendu kola a časové rozložení jednání týkajících se především zemědělství a služeb. Už konference v Dohá se ale stala předzvěstí toho, že cesta k úspěšnému dokončení kola bude složitá. Již od začátku byly totiž patrné rozdíly v požadavcích rozvinutých a rozvojových států.
Mezi konfliktní body patrné již v Dohá patřil například požadavek většiny rozvojového světa o omezení protekcionismu evropských států a Japonska vůči domácím zemědělcům nebo pokusy Indie a Brazílie o umožnění porušování patentů na některé léky při ohrožení veřejného zdraví - proti této snaze se zase stavěly Spojené státy.

### Cancún, 2003
Na ministerské konferenci v mexickém Cancúnu měl být schválen jednotný postup v naplňování agendy přijaté v Dohá. Jednání byla provázena několika rozpory hlavně mezi rozvinutými a rozvojovými zeměmi.
Jedním z nich byl spor v oblasti zemědělství. Bohatší země totiž nebyly ochotny přijmout požadavky chudších států na reformu v tomto sektoru, která by zásadně omezila dotace poskytované zemědělcům v rozvinutých zemích.
Výrazným konfliktním bodem se staly také Singapurské otázky. Rozvojové státy tvrdily, že nejsou schopny určit, jaký dopad budou mít Singapurské otázky na jejich domácí ekonomiky. Také kritizovaly to, že otázky nejsou spojeny se světovým obchodem do takové míry, aby byly projednávány ve WTO, a že spíše než vytváření nových aspektů, kterými se má WTO zabývat by se měly reformovat stávající. Tento odmítavý postoj byl ze strany rozvinutých států z počátku marginalizován, ovšem rozvojové státy nechtěly ze svých požadavků ustupovat a zablokovaly tím jakýkoli další posun v jednáních. Tato silná opozice byla pro mnoho bohatších států překvapivým prvkem.
Spory nakonec vyústily v úplný krach jednání a celá konference byla 14. září bez úspěchu ukončena. Vyjednávání o Singapurských otázkách ale pokračovala dále. Po sérii schůzek a sílícím tlaku rozvojových zemí, byl nakonec v Ženevě v červenci roku 2004 přijat tzv. „červencový balíček“, ve kterém se členské státy zavázaly, že dále budou jednat pouze o jediné ze čtyř Singapurských otázek - usnadňování obchodu. Zbylé tři byly z jakéhokoli dalšího projednávání vyloučeny

### Paříž a Hongkong, 2005
Před nadcházející ministerskou konferencí v Hongkongu byla zdůrazňována potřeba dohodnout se na jednotném postupu v naplňování agendy kola z Dohá. Zástupci některých států se proto sešli na schůzce v Paříži. Předmětem jednání byla především problematika týkající se zemědělských dotací. EU a USA byly silně kritizovány nevládní organizací Oxfam, za nezveřejňování skutečné výše dotací, které zemědělcům poskytují. Oxfam tvrdili, že EU a USA tím podvádějí chudší státy a že jim ve skutečnosti nejde o jejich ekonomický rozvoj.
Neschopnost dohodnout se na několika méně zásadních bodech v závěru schůzky vyvolala znepokojení, zda bude v budoucnu vůbec možné dosáhnout shody na klíčových bodech agendy.
Prosincová konference v Hongkongu sice nepřinesla, krom dohody o zrušení dotací na vývoz zemědělských výrobků, žádný výrazný posun, byla ovšem doprovázena masivními demonstracemi. Do Hongkongu přijelo protestovat 2-4 tisíce korejských zemědělců proti otevření domácích trhů s obavou, že nebudou schopni konkurovat levnějšímu dovozu. K týdenním protestům se přidali i další odpůrci globalizace a WTO. Při střetech s policií bylo několik desítek lidí zraněno a asi 900 zadrženo. Hongkong tak zažil jedny z nejdivočejších pouličních konfliktů od roku 1960.

### Ženeva, 2008
Rok 2008 byl pro Katarské kolo jedním z klíčových. Od 21. do 29. července byla svolána „mini“ ministerská konference v Ženevě, neboť se zdálo, že by mohlo být dosaženo širokého konsenzu, co se vyjednávání o zemědělských a průmyslových výrobcích týče. Nicméně poslední den konference jednání opět ztroskotala, především kvůli neshodám mezi USA a Indií v oblasti zemědělství a tzv. speciálnímu záručnímu mechanismu, který měl umožňovat uvalení speciálních cel na konkrétní zemědělské produkty ve snaze ochránit chudé farmáře v případě nárůstu dovozu nebo snížení cen.
Další kolaps jednání byl pro všechny aktéry obrovským zklamáním. Svět byl navíc v tomto roce zasažen finanční krizí a pro mnoho zemí se tak stalo dokončení kola z Dohá až druhořadou záležitostí.

### Bali, 2013
Po více než dvanácti letech jednání bylo na zatím poslední ministerské konferenci dosaženo shody, která naplňovala alespoň minimální část původní agendy kola z Dohá. Tato opatření, známá také jako „balíček z Bali“, mají za úkol zajistit hlavně usnadnění obchodu - především omezením byrokratické zátěže. Dle některých odhadů by mohl „balíček z Bali“ přinést do světového obchodu až 1 bilion dolarů navíc. Dohoda se také týká některých oblastí zemědělství - stanovení celních kvót a omezení dotací na zemědělské výrobky, pomoci nejméně rozvinutým zemím (Least Developed Countries - LDCs) a zajištění potravinové bezpečnosti.
Právě potravinová bezpečnost se ale ukázala jako další konfliktní bod. Indie v červenci 2014 oznámila, že nebude ratifikovat „balíček z Bali“, protože by neumožňoval indické vládě skladovat obilí a prodávat je pak vlastním farmářům za snížené ceny, což by znemožnilo zajištění dostatku potravin pro indické obyvatelstvo. Po bilaterálních jednáních mezi zástupci Indie a USA, ale nakonec bylo dosaženo shody a Indie se zavázal „balíček z Bali“ ratifikovat.

## Body konfliktu

### Zemědělství
Zcela klíčovým problémem Katarského kola je vyjednávání o zemědělství. Jednání jsou o to složitější, že se vedou jak mezi vyspělými státy, tak mezi státy rozvojovými, pro které zemědělství představuje značnou část národní ekonomiky a zcela zásadní zdroj pracovních příležitostí pro tamní obyvatelstvo. Zemědělský rámec by se dal rozdělit na tři hlavní části – redukce domácí podpory, jež narušuje obchod, postupné rušení vývozních subvencí a podstatné zlepšení přístupu na trh.
Redukce domácí podpory by měla probíhat tím způsobem, že státy s větší domácí podporou musí dělat větší redukce. Jako záloha na celkovém snížení poslouží 20% redukce v prvních pěti letech po ukončení vyjednávání. Tento harmonizovaný přístup by ve výsledku znamenal, že státy Evropské unie a další rozvojové země by musely snižovat domácí podporu mnohem rapidněji než kupříkladu Spojené státy, což se zpočátku nesetkalo s všeobecným porozuměním. Zajímavostí této oblasti je problematika bavlny, které je jako jediný konkrétní produkt zahrnut v Deklaraci ministrů z Hongkongu z roku 2005. Africké země uspěly s dodatkem, že zatímco bude probíhat eliminace dotací bavlny, budou africkým státům poskytnuty kompenzace za ekonomické ztráty.
Většina členských států WTO (až na ty nejméně rozvinuté) byla v kontextu zemědělského rámce požádána, aby snížila svá dovozní cla. Redukční formule je nastavena striktně, tudíž pro vyšší cla bude snižování mnohem rozsáhlejší než pro jiná. Problém zde spočívá zejména v produktech, které jsou produkovány v cílové zemi a nejsou zcela konkurenceschopné vůči produktům z jiných zemí. Každá země si může označit několik těchto „citlivých“ produktů, pro které budou nastaveny zvláštní pravidla (kombinace kvótního zvýšení cla a naopak snížení cla daného produktu).

### Přístup k patentovaným lékům
Jedním z dalších konfliktních témat vyjednávání Katarského kola je otázka týkající se rovnováhy sil mezi zájmy farmaceutických společností ve vyspělých zemích, které držely patenty na léky a potřeby v oblasti veřejného zdraví v rozvojových zemích v rámci Dohody o obchodních aspektech práv k duševnímu vlastnictví (TRIPS). V rámci hlasování v Generální radě, členské státy uzavřely nové dohody vztahující se na problémy s léky, navzdory negativnímu postoji Spojených států amerických, které tvrdily, že stávající dohody jsou dostatečně flexibilní pro řešení zdravotních krizových situací.

### Otázky týkající se začleňování do právního řádu (implementace)
Rozvojové země zastávají stanovisko, že problémy týkající se realizace dohod uzavřených již v minulém kole vyjednávání (Uruguayském), pramení z nedostatku technické pomoci. Dále tvrdí že nebyly obeznámeny s některými výhodami pramenícími z Uruguayského kola vyjednávání, například zlepšení přístupu výrobků z rozvojových zemí na trh vyspělých států. Rozvojové země také žádají o vysvětlení smyslu smluv, které se týkají jejich zájmů. Zlomek těchto problémů vyřešili členské země WTO již před vyjednáváním v Doha. Na zasedání v Doha ministři členských států stanovili dvojí přístup ke zbývajícím otázkám. První je takový, kde je k dispozici konkrétní vyjednávací mandát, příslušný problém bude řešen přednostně daným mandátem. Druhý přístup spočívá v tom, že ostatní otázky budou řešeny přednostně ze strany příslušných orgánů WTO.
Další otázky týkající se realizace, které je třeba řešit, se nacházejí v oblastech: přístupu na trh, investičních opatření, záruk, pravidel původu, dotací a vyrovnávacích opatření.